# Théâtre du Vieux-Terrebonne

Logo

Le Théâtre du Vieux-Terrebonne, est une salle de spectacle située à Terrebonne dans la région de Lanaudière au Québec. Il a été entièrement reconstruit en 2003. 

## Histoire

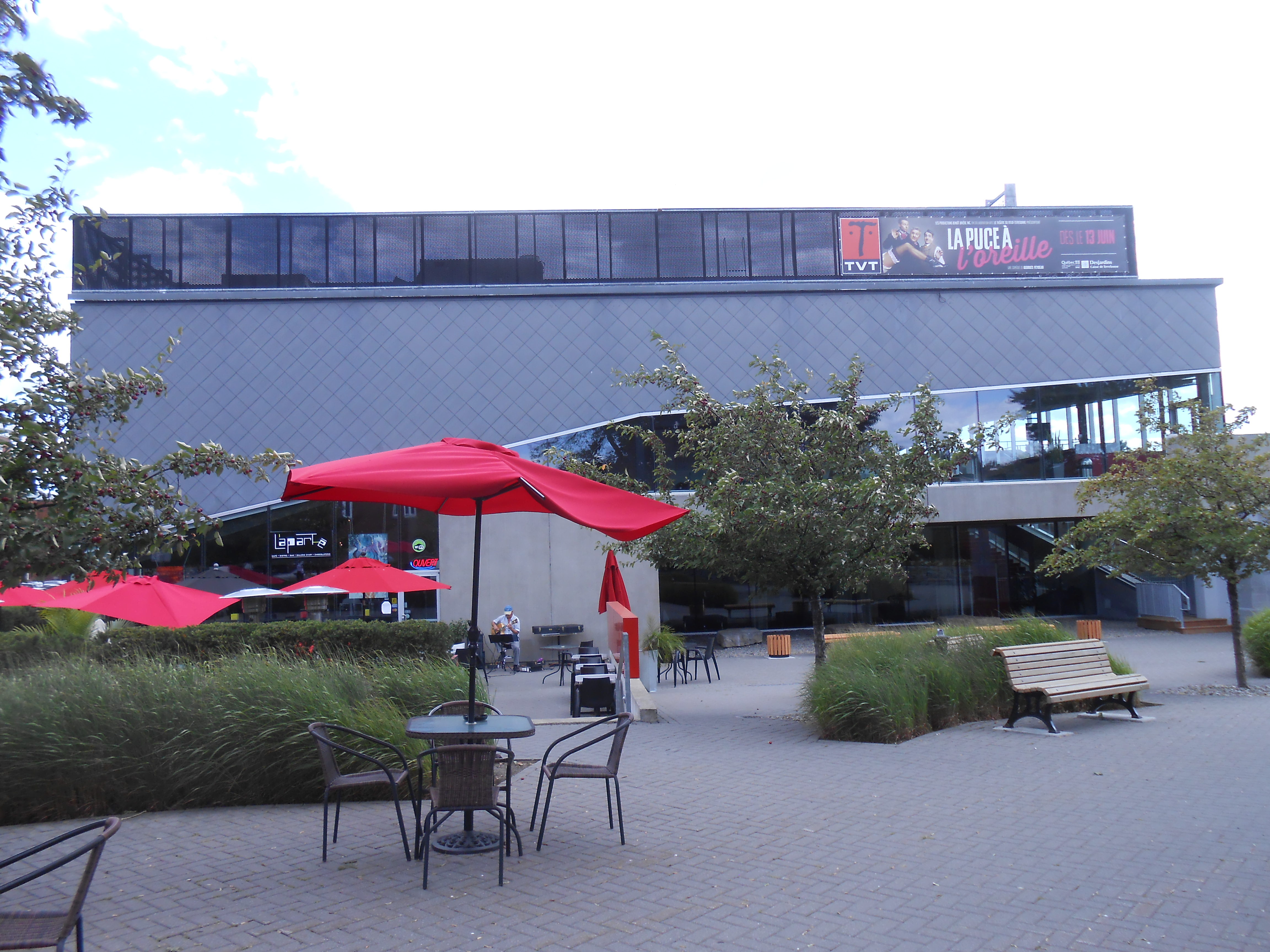
Le Théâtre en 2013

- 1947: Inauguration du Théâtre Figaro.
- 1948: Le théâtre devient le cinéma Figaro.
- 1975: Le cinéma est divisé en deux salles.
- 1986: La Ville de Terrebonne acquiert le cinéma de Terrebonne afin de doter la ville d'une salle de spectacle[1].
- 1987: La Société de développement culturel de Terrebonne (SODECT) est mise sur pied et reçoit le mandat de lancer, d'administrer et d'animer le Théâtre du Vieux-Terrebonne.
- 1988: Le Théâtre du Vieux-Terrebonne ouvre ses portes le 23 juin 1988 avec une salle de 418 places. On le surnommera le « P'tit TVT ».
- 2001: À la suite d'un incendie, le terrain du « centre civique », situé entre la rue St-Pierre et la rivière des Mille-Îles se libère. La SODECT présente un projet de relocalisation du théâtre[2].
- 2002: La ministre d'État à la Culture et aux Communications du Québec annonce que le projet de construction d'un nouveau théâtre est accepté. L'agence d'architecture montréalaise Atelier TAG. remporte le concours d'architecture pour la construction du nouveau théâtre. Des fouilles archéologiques débutent en octobre sur le futur site.
- 2003: Le Gouvernement du Québec annonce officiellement en mars le versement d'une subvention de 5 250 000 $ pour la construction du nouveau théâtre[3]. Les travaux commencent en septembre, et en décembre le magazine d'architecture Canadian Architect décerne l'un de ses trois Grands Prix d'Excellence à L'Atelier TAG. pour son projet de construction du nouveau Théâtre du Vieux-Terrebonne.
- 2004: Le nouveau Théâtre du Vieux-Terrebonne, d'une capacité de 656 sièges, est inauguré le 6 octobre 2004[4].
- 2005: Le Ciné TVT propose un volet « cinéma de répertoire » dans la programmation du Théâtre du Vieux-Terrebonne.

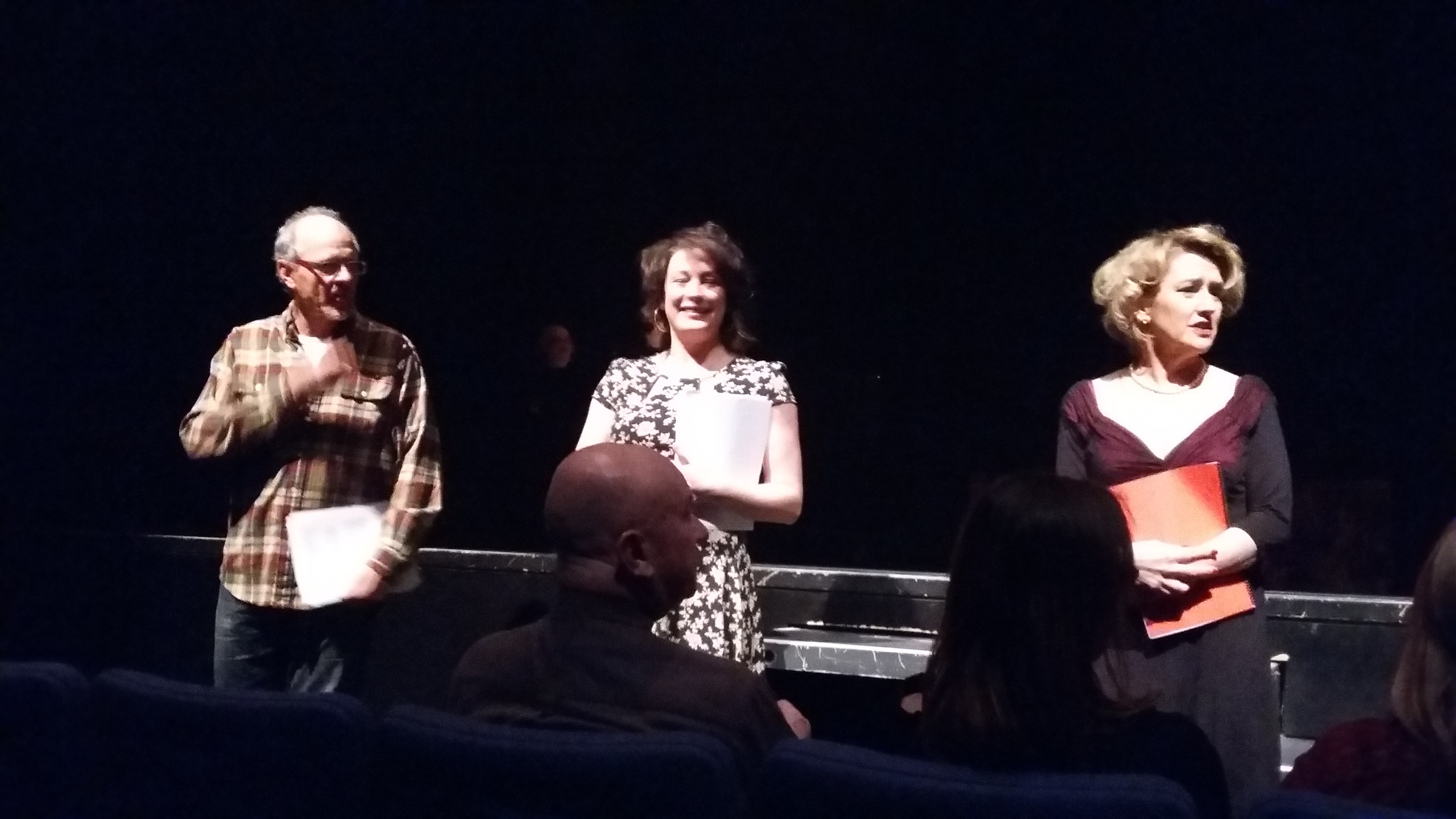
Michel Laperrière, Anick Lemay et Isabelle Vincent en 2016

## Récompenses
- Prix Félix de l'ADISQ dans la catégorie « Salle de spectacle »: en 1992[5].
- Prix Félix de l'ADISQ dans la catégorie « Diffuseur de spectacles »: en 1994, 1999 et en 2004[5].

## Référence et bibliographie internet
1. ↑  larevue.qc.ca
2. ↑  Projets présentés lors du concours pour la reconstruction du théâtre
3. ↑  Communiqué de la SODECT, voir aussi le communiqué de la ministre d’État à la Culture et aux Communications
4. ↑  Communiqué de presse de la SODECT à l'occasion du gala d'inauguration
5. 1 2  Théâtre du Vieux-Terrebonne | Hexagone Lanaudière : Ressources culturelles et patrimoniales de Lanaudière